# اشغال تبریز توسط روس‌ها (۱۹۱۱)

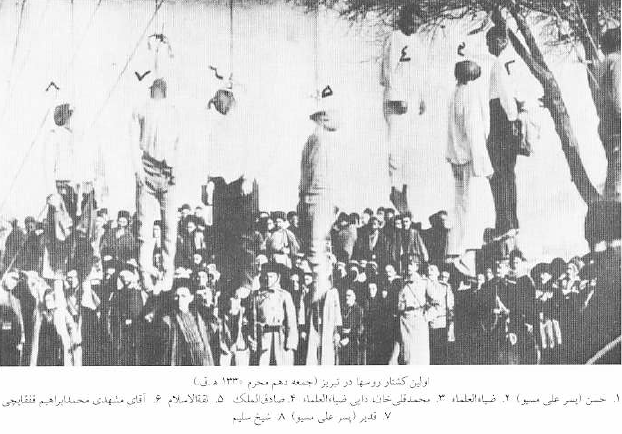
هشت تن از اولین سری اعدامی‌ها به‌دست روس‌ها، شامل حسن (پسر علی مسیو)، ضیاالعلما، محمدقلی خان (دایی ضیاءالعلما)، صادق‌الملک، ثقةالاسلام تبریزی، آقای مشهدی محمد ابراهیم قفقازچی، قدیر (پسر علی مسیو)، و شیخ سلیم.

اشغال تبریز توسط روس‌ها (۱۹۱۱ میلادی / ۱۲۹۰ خورشیدی) اشاره به محاصره و اشغال تبریز درست پس از دوران استبداد صغیر و فتح تهران به‌دست مشروطه‌خواهان می‌باشد. در پی استخدام مستشار آمریکایی، مورگان شوستر، توسط دولت ایران برای اصلاح امور مالی ایران، حکومت تزاری روس و حکومت پادشاهی انگلیس مراتب ناخرسندی خود را از این استخدام ابراز و خواستار عزل مستشار آمریکایی از سمت خود و اخراج او از ایران شدند. دولت تزاری روسیه حتی اولتیماتومی مبنی بر تهدید دولت ایران به اقدام نظامی نمود و سرانجام نیز در ۲۸ آذرماه سال ۱۲۹۰ خورشیدی و با وجود تبعیت دولت ایران از اولتیماتوم روس، قوای روسیه توانستند پس از چندین روز اردو کشی و محاصره تبریز این شهر را به اشغال خود درآورند. روس‌ها در حین تهاجم و در دوران اشغال دست به اعدام آزادی‌خواهان و کشتار مردم عادی تبریز زدند. آمار دقیق کشته‌شدگان مردم تبریز به‌طور دقیق معلوم نیست با این حال گزارش‌ها مختلف تعداد کشته‌شدگان تبریزی را حدود ۱۲۰۰ نفر تخمین زده‌اند.

### وضع سیاست داخلی
در سال ۱۳۲۹ قمری در حالی که کمتر از چهار سال از پیروزی انقلاب مشروطه ایران گذشته بود شرایط بحرانی و هرج و مرج بر ارکان کشور حاکم بود. نایب السلطنه در خارج از ایران بود، کابینه دولت متزلزل و رقابت حزب اعتدالی با حزب دموکرات به اوج رسیده‌بود. از طرف دیگر رقابت‌های آشکار و پنهان دولت‌های روس و انگلیس در ایران، سبب فلج شدن بسیاری از امور ایران شده‌بود. محمد علی شاه که در تبعید به‌سر می‌برد به کمک‌های مالی و تدارکاتی دولت روس، در پشت مرزهای شمالی ایران در پی تجمیع نیرو از قبائل ترکمن و آذربایجانی بود.

### اولتیماتوم روسیه به ایران
پس از ورود مورگان شوستر به ایران، سمت خزانه‌داری کل ایران به وی داده شد و نیز از طرف مجلس اختیار تام در این زمینه را کسب کرد. بسیاری از اصلاحات مالی ایران در تضاد با منافع دول انگلیس و روس بود. به این ترتیب روسیه و بریتانیا خواستار اخراج شوستر بودند تا اینکه پس از ضبط اموال شعاع السلطنه  دولت روسیه به ایران اولتیماتوم (ضرب‌الاجل) داد. مجلس شورای ملی با این اولتیماتوم مخالفت کرد، ولی دولت از ترس اشغال کشور، مجلس را منحل کرد  و سپس شوستر را از ایران اخراج کرد.

#### ضبط اموال شعاع‌السلطنه
ملک منصور میرزا شعاع‌السلطنه پسر دوم مظفرالدین شاه بود و املاک و مستغلات فراوانی در تهران و شمیران داشت. مستمری او بیش‌تر از دیگر شاهزادگان قاجار بود. پس از مشروطه، مجلس نخست مستمری شاهزادگان را کاهش داد. از همین‌جا دشمنی دیرین شعاع‌السلطنه با مشروطه آغاز شد. پس از فتح تهران و محمدعلی شاه را از پادشاهی فروگرفتن، محمدعلی میرزا به روسیه تبعید شد. اما پس از مدتی برای به چنگ آوردن تاج و تخت، دست به شورش زد. در این کار دو برادرش شعاع‌السلطنه و سالارالدوله همراه او بودند. تلاش ایشان شکست خورد و مجلس رای به ضبط اموال شعاع‌السلطنه داد. شوستر عهده‌دار امور مالی ایران بود، نیروهای ژاندارم را برای تصاحب باغ شعاع‌السلطنه فرستاد. سفارت روسیه که در پی بهانه برای سنگ‌اندازی در کار شوستر بود، ادعا کرد که شعاع‌السلطنه به بانک استقراضی روسیه بدهکار است و اموال او باید تا زمانی که بدهی ش بازپس دهد، در اختیار بانک روسی باشد. اختلاف میان روسیه و مجلس بالا گرفت و دولت روسیه ایران را تهدید کرد که روابط خود را قطع خواهد کرد.

#### عکس العمل روسها
روس‌ها استخدام مورگان شوستر در خدمت وزارت مالیه ایران را بهانه قرار داده و اولتیماتومی با سه درخواست ازجمله اخراج شوستر از ایران به دولت ایران ارائه دادند. در ابتدا مجلس ایران از پذیرش اولتیماتوم روس‌ها سر باز زد. سپس و در پی تهدید روس‌ها دولت ایران برای جلوگیری از تجاوز روس‌ها مجلس را منحل کرد و شرایط اولتیماتوم را پذیرفت، با این حال روس‌ها لشکرکشی خود را به مناطق شمالی ایران از جمله تبریز آغاز کردند.
اولتیماتوم روسیه به ایران، اولتیماتومی است که دولت تزاری روس به دولت ایران در سال ۱۹۱۱ میلادی برای اخراج مستشاران مالی آمریکایی از ایران داد. در سال ۱۹۱۰ وزیرمختار ایران در آمریکا از دولت آمریکا خواست تا کارشناسانی را برای استخدام در دولت ایران به منظور اصلاح امور مالی دولت نوپای مشروطه، به ایران اعزام کند. مورگان شوستر و ۴ مستشار آمریکایی دیگر برای اصلاح امور دارایی، خزانه‌داری، دادگستری و ژاندارمری به استخدام دولت ایران درآمدند و پس از عقد قرارداد با دولت ایران در ۱۷ اردیبهشت ۱۲۹۰ خورشیدی (۸ مه ۱۹۱۱ میلادی) همراه با خانواده‌های خود وارد ایران شدند.

#### مفاد اولتیماتوم
1ــ انفصال مستر شوستر و مستر کلفر از شغل مربوطه، تکلیف بقیه مستشارانی که شوستر با خود آورده به زودی تعیین شود؛ 
2ــ دولت ایران تعهد کند که در آتیه، بدون جلب رضایت وزرای مختار روسیه و انگلیس مستشاری از خارجه استخدام نکند؛
3ــ چون برای اجرای مفاد اولتیماتوم، سربازان روسیه به داخل ایران فرستاده شده‌اند، تمام هزینه این لشکرکشی را دولت ایران باید بپردازد؛ 
4ــ تعیین مقدار و طریق تأدیه خسارت مزبور، بعد از رسیدن پاسخ ایران معین خواهد شد. 
ضمناً وزیر مختار گفت: دولت امپراتوری روسیه بیشتر از چهل و هشت ساعت، انتظار اجرای مفاد اولتیماتوم را نخواهد کشید، در این مدت، سربازان روسیه در دشت خواهند ماند، اگر پاسخ موافقی نرسید، لشکر روسیه به طرف پایتخت پیشروی خواهد کرد، در این صورت، میزان خسارات افزون خواهد شد.

#### عکس العمل مجلس دوم
مجلس اولتیماتوم روسیه را نپذیرفت، قاعدتاً دولت می‌بایست سقوط می‌کرد، ولی برحسب موافقت نایب‌السلطنه، دولت همچنان استوار بر جای خود باقی ماند.

#### نهایت امر
مجلس و مردم با پذیرش اولتیماتوم مخالف بودند. در عتبات نیز آخوند خراسانی اعلام کرد که برای ایستادگی در برابر اولتیماتوم، با جمعی از علما رهسپار تهران خواهد شد، اما پیش از خارج شدن از نجف به طرز مشکوکی درگذشت. ناصرالملک، که به سبب کم‌سالی احمد شاه نایب‌السلطنه بود، با استفاده از اختیارات پادشاه، مجلس را منحل کرد  دولت غیرقانونی صمصام‌السلطنه، اعضای کابینه از جمله وثوق‌الدوله (وزیرخارجه) را جمع کرد و مفاد اولتیماتوم را پذیرفتند و به خدمت  شوستر، بعد از هشت‌ماه و نیم پایان دادند و تعیین تکلیف چهارده‌ نفر همراهان امریکایی او را به بعد موکول کردند.. دوره پس از پایان دوره مجلس دوم تا تشکیل مجلس سوم در تاریخ مشروطه به دوره فترت آوازه دارد. با اینحال نیروهای روس، تبریز و زنجان و رشت را اشغال کردند و عده‌ای از اهالی را کشتند. در تبریز ثقةالاسلام تبریزی را به دار کشیدند.

## نبرد

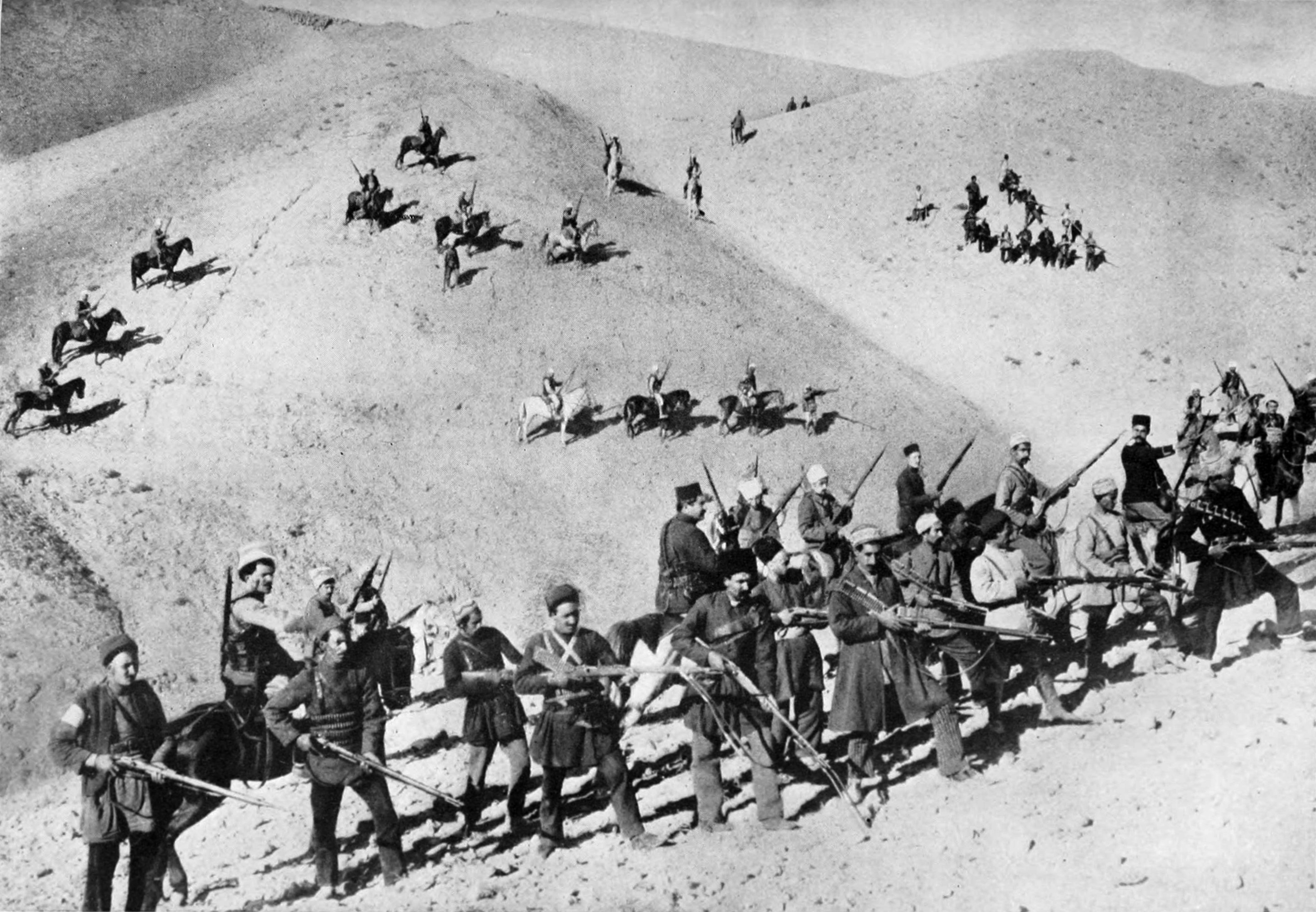
مدافعان تبریزی در روزهای پیش از سقوط تبریز.

تجاوز روس‌ها از روزهای ۲۸ و ۲۹ آذر ۱۲۹۰ (برابر با ۲۰ و ۲۱ دسامبر ۱۹۱۱) با اردوکشی قزاق‌های روس به سه شهر تبریز، رشت و انزلی شروع شد. هر چند اقدامات روس‌ها در تبریز از دو شهر دیگر شدیدتر بود.
در تبریز در روز اول تجاوز روس، مردم تبریز به دفاع از شهر پرداختند و در مقابل متجاوزین جنگیدند. قوای نظامی روس توانستند در نبود تجربه نظامی و رهبری واحد تبریزیان تلفات زیادی بر ساکنان شهر وارد آورند. در روز بعد جنگ از سر گرفته شد ولی در غروب آنروز دو طرف با آتش‌بس موافقت کردند، تا این زمان با وجود تلفات زیاد هنوز مدافعان تبریز موقعیت دفاعی خود و شهر را حفظ کرده‌بودند. در این زمان روس‌ها ارتباط خطوط تلگراف تبریز با سایر نقاط را قطع کردند. با نبود ارتباط مبارزان تبریزی هنگام قبول آتش‌بس از نقشه‌های روس‌ها برای تجدید قوا با استفاده از فضای آتش‌بس بی‌خبر ماندند. کنسول انگلیس در تبریز، شیپلی، می‌نویسد: «در این موقع پنج هزار نیروی کمکی از جلفا عازم تبریز گردید و به فرمانروای کل قفقاز دستور داده شد: به فرماندهان نظامی اجازه دهد با نظر کنسول‌های روسیه، اهالی را به شدیدترین وجه تنبیه کنند.» در روز سوم نبرد، با آمدن قوای تازه‌نفس روس، مقاومت مدافعان تبریز در هم شکسته شد و تبریز به اشغال قوای روس درآمد. پس از اشغال، روس‌ها به انتقام از مدافعان شهر و آزادی‌خواهان شهر دست زدند. در این بین تعداد زیادی از مردم شهر نیز به دست روس‌ها و عمال آن‌ها کشته شدند.

## کشتار
روس‌ها، علاوه بر حملات چند روزه توپخانه‌ای علیه تبریز و نهایتا اشغال تبریز، پس از اشغال شهر دست به اعدام آزادی‌خواهان تبریز زدند. اعدام‌های روس‌ها از روز دهم محرم (اول ژانویه) و با دستگیری و اعدام میرزاعلی ثقةالاسلام تبریزی و شیخ سلیم شدت گرفت. آن‌ها پس از اشغال تبریز صمد شجاع‌الدوله، از دشمنان سر سخت مشروطه‌خواهان، را به عنوان والی تبریز منصوب کردند. با شروع بکار والی جدید کشتار تبریزیان ابعاد گسترده‌تری یافت.
بسیاری از مردم تبریز بی‌نام و نشان توسط سالدات‌های (سربازان) روسی کشته شدند، تعداد کشته‌های ثبت شده بیش از ۱۲۰۰ نفر بود. روس‌ها همچنین دست به اعدام گسترده فداییان مشهور تبریز زدند. آن‌ها در روز عاشورا چوبه‌های‌داری که به رنگ پرچم امپراتوری روس تزیین شده بود برپا نمودند و اعدام‌ها را آغاز نمودند. از جمله اعدامیان این روز روس‌ها دو پسر علی مسیو بودند. این دو برادر که هنوز به سن بیست سالگی نرسیده بودند هنگامی که به پای چوبه دار آورده‌شدند، طنابی را که به گردنشان می‌انداختند بوسیدند و به ترکی آذربایجانی فریاد زدند «زنده باد ایران! زنده باد مشروطه!». این دو برادر مرتکب جرمی نشده‌بودند ولی چون برادر بزرگشان جز فداییانی بود که در برابر روس‌ها مقاومت کرده و روس‌ها از دستگیری وی ناتوان شده‌بودند، روس‌ها خواستند حس انتقام خود را با به دار آویختن این دو برادر اقناع کنند.
| توسط روس‌ها  | ثقةالاسلام تبریزی - شیخ سلیم - حاج‌علی دوافروش - احمد سهیلی - میرزاعلی ویجویه-حاجی قفقازی - پطروس ملیک آندریاسیان و سیزده نفر از یارانش- ضیاءالعلما - میرزا حاج آقا رضازاده - صادق الملک - دو پسر علی مسیو - برادرزاده ستارخان - سه نفر گرجی - و هیجده نفر دیگر |
| توسط صمدخان | یوسف حکم آبادی - آقابالاخان - مشهدی عباس قند فروش - ملا رحیم سلماسی - نایب محمد نجار - حاج صمد خیاط |

## سرانجام
سقوط تبریز سرآغازی بر تضعیف آزادی‌خواهی و مشروطیت‌خواهی در ایران بود. پس از سقوط تبریز به‌دست روس‌ها، با اصرار سفیر روس و تأیید سفیر انگلیس،صمد شجاع‌الدوله(صمدخان) از دشمنان سرسخت مشروطه در آذربایجان از طرف دولت ایران به عنوان والی تبریز منصوب شد.صمدخان به‌سرعت تمام آثار و افکار آزادی‌خواهی را در منطقه نابود کرد. تقریباً تمام ۲۵ باب مدرسه ابتدائی و متوسطه که بیش از سه هزار محصل داشتند همه متروک و فعالیت آن‌ها متوقف شد. مدرسه سعادت که سرآمد مدارس تبریز در آن زمان بود تخریب و با خاک یکسان شد. صمدخان به تحریک روس‌ها، محترمین، تجار و اصناف را جمع کرده مجبور به امضاء نامه‌ای کرد که آن‌ها خواستار بازگشت محمدعلی شاه هستند.
روس‌ها تا اواسط جنگ جهانی اول تا زمان هجوم قوای عثمانی در تبریز باقی ماندند. در جنگ جهانی اول تبریز به تکرار بین طرفین درگیر دست به دست شد.

## تخریب ارک
روس‌ها برج و باروهای ارک تبریز را نیز به توپ بستند. همچنین زمانی که ارک به تصرف روس‌ها درآمد در اثر بی‌توجهی آن‌ها هنگام انتقال گلوله‌ها توپ ارک دچار حریق شد و خساراتی بر آن وارد شد.

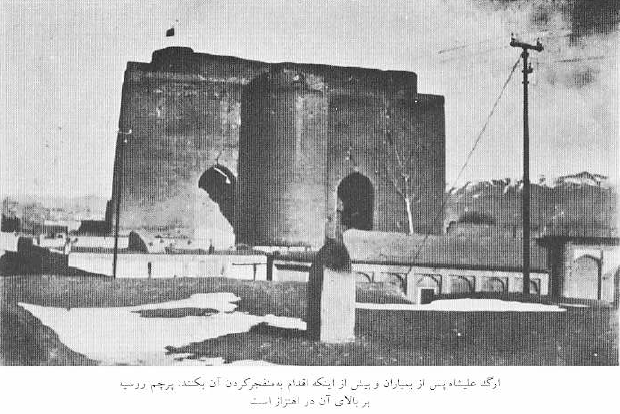
پرچم روسیه بر فراز ارگ تبریز.
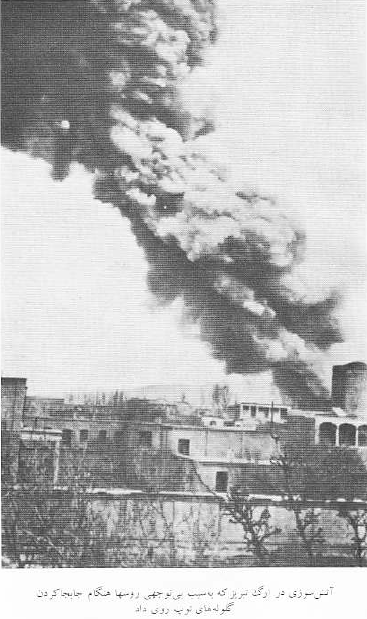
آتش سوزی در ارگ تبریز بر اثر بی‌مبالاتی روس‌ها هنگام جابجایی گلوله توپ.

## نگارخانه
تصاویری از اعدام‌ها و فجایعی که به‌دست روس‌ها و صمدخان در تبریز انجام شد.

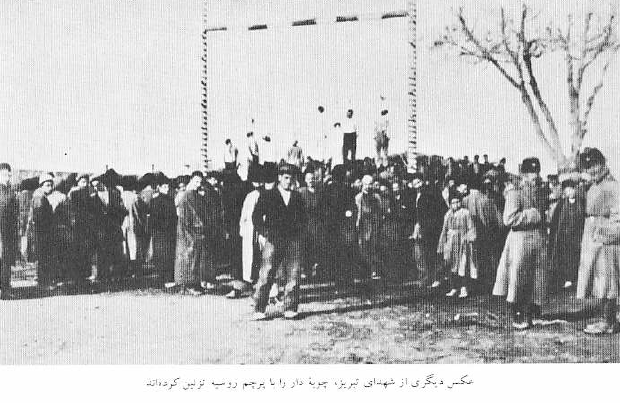
اعدام پنج تن به‌دست روس‌ها، چوبه‌های دار مزین به پرچم روس.
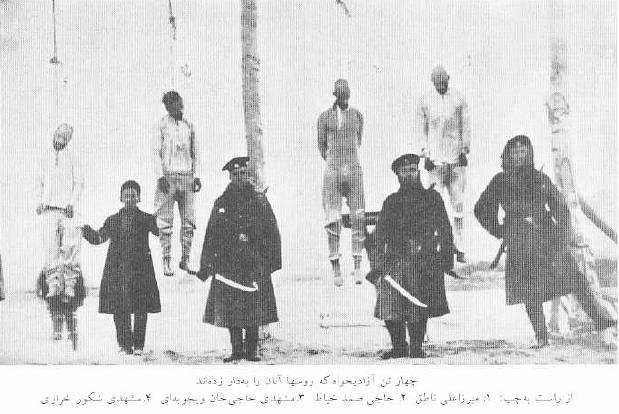
اعدام چهار تن به‌دست روس‌ها.
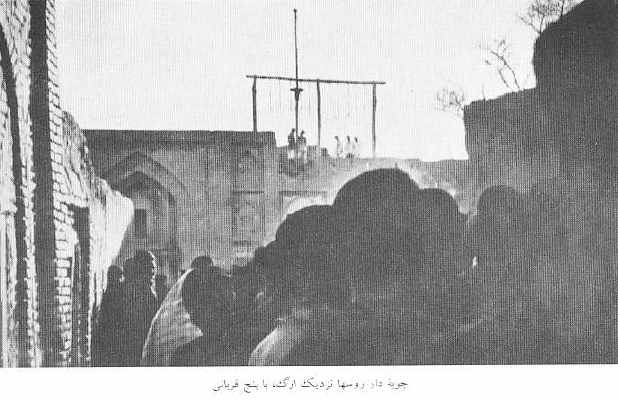
اعدام پنج آزادی‌خواه تبریزی به‌دست روس‌ها.
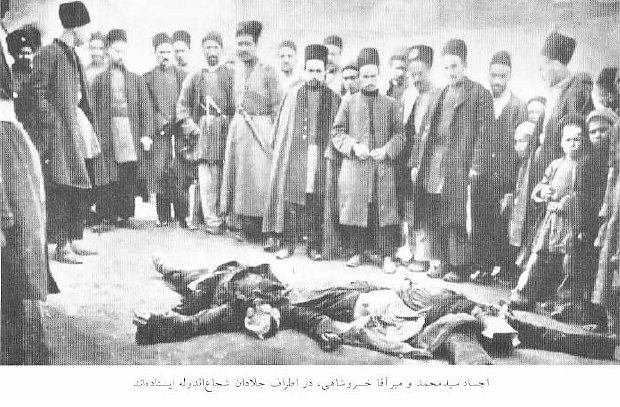
اجساد سید محمد و میرآقا خسروشاهی، اعدام شده به‌دست شجاع‌الدوله.
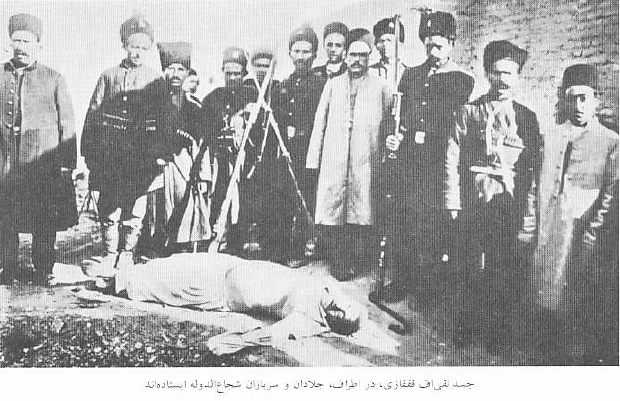
جسد تقی‌اف قفقازی، اعدام شده به‌دست شجاع‌الدوله.
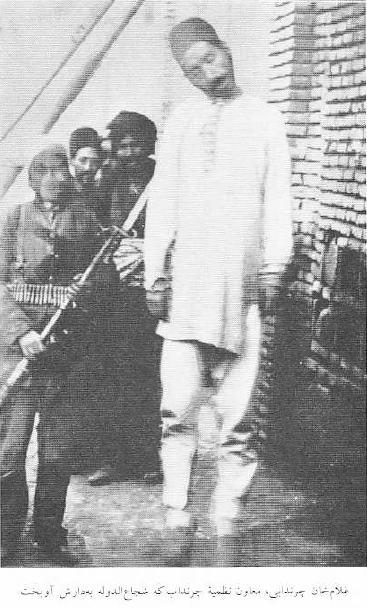
اعدام غلام‌خان چراندابی، اعدام شده به‌دست شجاع‌الدوله.
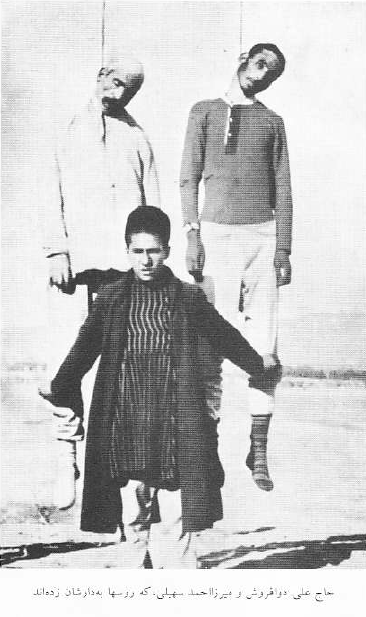
اعدام حاج علی دوافروش و میرزا احمد سهیلی، اعدام شده به‌دست روس‌ها.
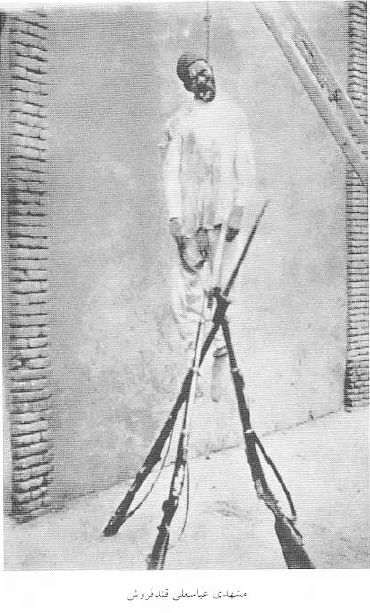
اعدام مشهدی عباسعلی قندفروش، اعدام شده به‌دست شجاع‌الدوله.
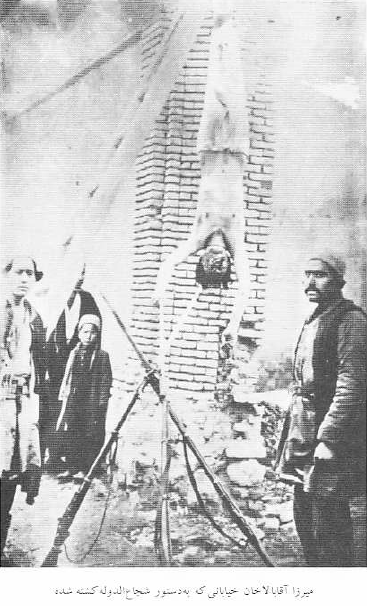
اعدام میرزا احمدخان، اعدام شده به‌دست شجاع‌الدوله.
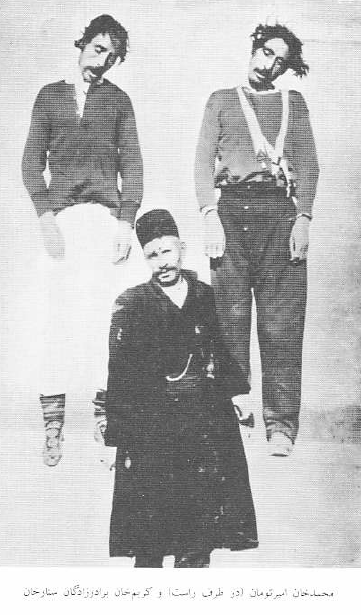
اعدام محمدخان امیرتومان و کریم‌خان برادر زاده‌های ستارخان، اعدام شده به‌دست شجاع‌الدوله.
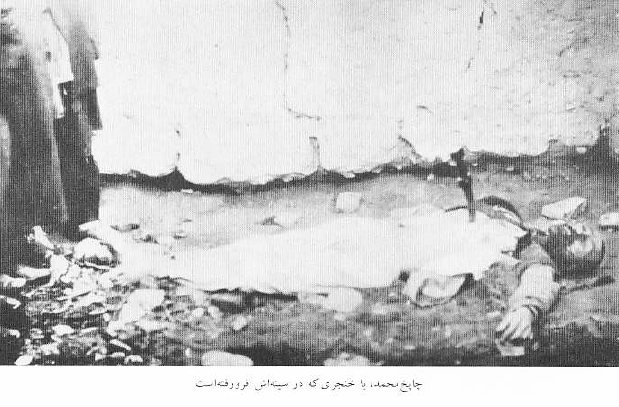
جنازه خنجر خورده علی چوپخ، اعدام شده به‌دست شجاع‌الدوله.
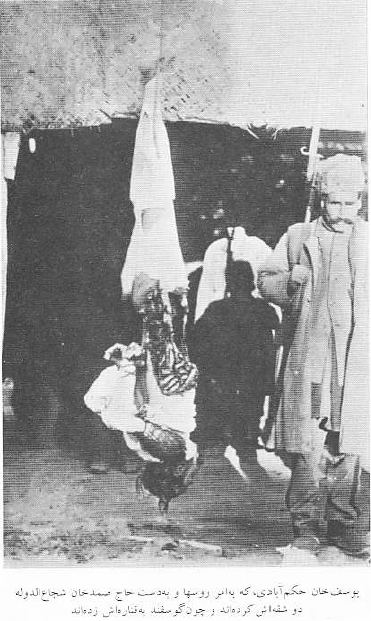
جسد شقه شده یوسف‌خان حکم آبادی، اعدام شده به‌دست شجاع‌الدوله.